# 1880.
◄ | 18. stoljeće | 19. stoljeće | 20. stoljeće | ►
◄ | 1850-ih | 1860-ih | 1870-ih | 1880-ih | 1890-ih | 1900-ih | 1910-ih | ►
◄◄ | ◄ | 1877. | 1878. | 1879. | 1880. | 1881. | 1882. | 1883. | ► | ►►
Arhitektura • Astronomija • Biologija • Film • Fotografija • Glazba • Kazalište • Kemija • Kiparstvo • Knjige • Književnost • Kršćanstvo • Meteorologija • Medicina • Planinarstvo • Politika • Pravo • Promet • Slikarstvo • Šport • Znanost • Željeznički promet

## Događaji
- Veliki potres u Zagrebu
- Početak umjetničkog pravca Art Nouveau (Secesija).

## Rođenja

### Siječanj – ožujak
- 17. siječnja – Mack Sennett, američki glumac († 1960.)
- 12. veljače – George Preca, malteški svetac († 1962.)

### Travanj – lipanj
- 4. travnja – Georg von Trapp, inovator i glazbenik, rođen u Zadru († 1947.)
- 10. travnja – Ivan Matetić Ronjgov, hrvatski skladatelj, melograf i glazbeni pedagog, fiksirao Istarsku ljestvicu († 1960.)
- 23. travnja – Mihail Fokin, ruski koreograf i baletan († 1942.)

- 27. lipnja – Helen Keller, američka književnica i aktivistica († 1968.)
- 29. lipnja – Ivan Kuhar, hrvatski pisac i svećenik († 1941.)

### Srpanj – rujan
- 18. srpnja – Elizabeta od Presvetog Trojstva, francuska svetica († 1906.)
- 18. rujna – Vaclav Huml, češko-hrvatski violinist i glazbeni pedagog († 1953.)

### Listopad – prosinac
- 6. studenog – Robert Musil, austrijski književnik († 1942.)
- 25. studenog – Milutin Cihlar Nehajev, književnik i novinar († 1931.)
- 1. prosinca – Akiba Rubinstein, poljski šahist  († 1961.)
- 31. prosinca – George Marshall, američki general i političar († 1959.)

## Smrti

### Travanj – lipanj
- 8. svibnja – Gustave Flaubert, francuski književnik (* 1821.)
- 8. svibnja – Black Beaver (Crni Dabar), Delaware vodič i prevodilac

### Listopad – prosinac
- 5. listopada – Jacques Offenbach, njemački skladatelj (* 1819.)

## Vanjske poveznice
|  | Zajednički poslužitelj ima još gradiva o temi 1880. |